# Apomys abrae
Apomys abrae és una espècie de mamífer rosegador de la família dels múrids. Es troba només a l'illa de Luzon a les Filipines. Són rosegadors de petites dimensions, amb una llargada de cap a gropa de 258 a 291 mm i una cua de 121 a 148 mm. Poden arribar a pesar fins a 79 g. Viu en hàbitats diversos, des de pinedes fins a selves pluvials montanes denses, en altituds de 950 a 2.200 msnm.